# ملادن بوجينوفيتش
ملادن بوجينوفيتش (بالسيريلية الصربية: Младен Бојиновић) مواليد 17 يناير 1977 في بانيا لوكا، جمهورية يوغوسلافيا الاشتراكية الاتحادية، هو لاعب كرة يد صربي. مثل كل من منتخب يوغوسلافيا ومنتخب صربيا لكرة اليد. حقق المركز الثالث في بطولة العالم لكرة اليد للرجال 2001.

## المسيرة الاحترافية
لعب مع أديمار ليون في الدوري الإسباني في موسم 1999–2000، ثم لعب مع نادي بيداسوا لكرة اليد في موسم 2000–2001، ثم انضم إلى نادي برشلونة لكرة اليد في الدوري الإسباني في موسم 2001–2002، ثم لعب مع نادي مونبلييه لكرة اليد في الدوري الفرنسي من سنة 2002 إلى 2012، ثم انضم إلى نادي باريس سان جيرمان لكرة اليد من سنة 2012 إلى 2015.

## الميداليات
| الميدالية | المسابقة                           |
| --------- | ---------------------------------- |
| برونزية   | بطولة العالم لكرة اليد للرجال 2001 |

## روابط خارجية
- ملادن بوجينوفيتش على موقع الاتحاد الأوروبي لكرة اليد (الإنجليزية)
- ملادن بوجينوفيتش على موقع الاتحاد الفرنسي لكرة اليد (الفرنسية)